# A. Fahlweid
Unter dem Pseudonym A. Fahlweid veröffentlichte die Schweizer Schriftstellerin Aline Felber-Jeker (* 6. oder 7. April 1860 in Olten; † 17. November 1911 in Zürich) ihre literarischen Werke. Aufgrund des von ihr verwendeten Pseudonyms mit abgekürztem Vornamen wird sie in zeitgenössischen Publikationen auch als Aline Fahlweid oder Aline Fahlweid-Felber bezeichnet, während das Historisch-Biographische Lexikon der Schweiz als Pseudonym Anna Fahlweid angibt.

## Leben und Werk
Aline Jeker wurde in Olten geboren. Sie war die jüngste Tochter des solothurnischen Politikers Amanz Jeker (1817–1875; Solothurner Regierungsrat, Ständerat). 1881 heiratete sie den Architekten Peter Felber, einen Neffen des liberalen Journalisten Peter Jakob Felber (1805–1872). Das Ehepaar lebte unter anderem von 1890 bis 1898 in Zürich, später in Basel und in Todtmoos im Schwarzwald, seit 1908 wieder in Zürich. Nach längerer Krankheit starb Aline Felber-Jeker 1911 im Theodosianum in Zürich.
Als A. Fahlweid schrieb Aline Felber-Jeker Gedichte, Sagen, Märchen, Novellen und Humoresken. Eine umfangreiche Sammlung erschien 1898 unter dem Titel Schwalben. Sophie Patakys Lexikon deutscher Frauen der Feder (1898) ist ausserdem zu entnehmen, dass Felber-Jeker 1896/1897 Mitredakteurin der Zeitschriften Jung-Schweizerland und Jung-Deutschland sowie des in Basel erschienenen Neuen Musenalmanachs war, seither Mitarbeiterin verschiedener Zeitschriften.

## Werke (Auswahl)
- Das Horn von Uri. Alpensage. Vogel, Glarus 1890.
- Die Zauberinsel. Gassmann, Solothurn 1893.
- Schwalben. Sagen, Märchen und Gedichte. Schweizer Verlags-Anstalt (B. Vogel), Glarus 1898.